# Love Is Here and Now You’re Gone
Love Is Here and Now You’re Gone ist ein Popsong des Autorenteams Holland–Dozier–Holland aus dem Jahre 1966, der (produziert vom Autorenteam) in der Version der Supremes 1967 ein Hit wurde.

## Entstehungsgeschichte
Der letzte Supremes-Hit war You Keep Me Hangin‘ On, ein Nummer-eins-Hit, der alleine in den USA 1,758 Millionen Exemplare umgesetzt hatte. Die Supremes waren damals auf die Ideen von Holland-Dozier-Holland fixiert,  die in Love Is Here and Now You’re Gone textlich ein für Motown typisches Liebesthema präsentierten: Die Protagonistin hat sich verliebt, doch der Geliebte will verlässt sie, präsentiert mit hochemotionalen Spracheinlagen der Leadsängerin Diana Ross. Anders als sonst entstanden die Aufnahmen diesmal überwiegend in Los Angeles, und zwar am 12. August 1966; erst am 22. September 1966 kamen noch Overdubs in den Motown Recording Studios (Detroit) hinzu (insbesondere der Hintergrundchor The Andantes), wo auch am 3. November 1966 die Abmischung stattfand. Das Arrangement von Gene Page mit einem Cembalo bringt für den Motown-Sound fremde Klänge; die Instrumentation stammte nicht wie üblich von den Funk Brothers, sondern ausnahmsweise von Studiomusikern von The Wrecking Crew.

Supremes - Love is Here And Now You’re Gone

## Veröffentlichung und Erfolg
Die Single Love is Here and Now You’re Gone  / There’s no Stopping Us Now (Motown 1103) wurde am 11. Januar 1967 veröffentlicht, gelangte ab dem 11. März 1967 für eine Woche auf Rang eins der Billboard Hot 100 und war damit neunter Nummer-eins-Hit der Band. Mit 949.000 in den USA verkauften Einheiten verfehlte sie knapp den Status eines Millionensellers, weltweit entwickelte sie sich jedoch zum elften Millionenseller des Gesangstrios. Es war die sechste Nummer-eins-Single der Supremes in den Rhythm-and-Blues-Charts, ihre neunte in den Billboard Hot 100 und ihre erste in der U.S Billboard Cash Box. In Großbritannien erreichte die Platte Platz 17 der Hitparade. In den Jahrescharts der Billboard Hot 100 platzierte sich der Song auf Rang 26, in den Jahrescharts der Cash Box auf Platz 40. Die Mädchengruppe trat mit dem Lied am 22. Januar 1967 in der NBC-Sendung The Andy Williams Show auf. Texter Eddie Holland bezeichnet das Stück als seinen Lieblingssong der Supremes.
Genau genommen ist Love Is Here and Now You’re Gone keine Auskopplung aus der LP Supremes Sing Holland-Dozier-Holland, da diese LP erst am 23. Januar 1967 veröffentlicht wurde. Umsatzmäßig verkaufte sich dieses Album mit 1,518 Millionen Einheiten besser als die Single. Love Is Here and Now You’re Gone war nach You Keep Me Hangin‘ On veröffentlicht worden (das ebenfalls für die LP Supremes Sing Holland-Dozier-Holland verwendet wurde). Schlechtere Umsätze bei Singles der Supremes gab es zuvor lediglich bei Love is Like an Itching in My Heart (632.000 Einheiten) und Nothing But Heartaches (588.000).

## Coverversionen
Michael Jackson coverte das Stück auf seinem ersten Soloalbum Got to Be There (Januar 1972); diese Version erschien auch als B-Seite seiner Single Rockin’ Robin (März 1972). Tami Lynn nahm eine Coverversion für ihr gleichnamiges Debütalbum Love Is Here and Now You’re Gone aus dem Jahr 1972 auf. Phil Collins coverte das Lied auf seinem Album Going Back (September 2010).